# Ilex latifolioides
Ilex latifolioides (лат.) — вид ископаемых падубов, произраставших на территории современной Франции в хаттском веке олигоценовой эпохи палеогенового периода.

## Этимология
Родовое название основано на латинском названии дуба каменного (Quercus ilex). Видовой эпитет относится к современному Ilex latifolia и переводится как «широколистоидный».

## История изучения
Лектотип, получивший номер MNHN.F.16068.1, представленный отпечатком листа, был обнаружен во французской коммуне Армиссан и теперь находится в парижском Национальном музее естественной истории.
В 1865 году палеоботаник Гастон Маркус де Сапорта отнёс его к новому виду, названному Ilex acuminata.
В своей работе, опубликованной в 2019 году, русский ботаник-систематик Александр Борисович Доуэльд отметил, что название Ilex acuminata уже использовалось ранее, и заменил его на Ilex latifolioides.